# Stefan Schäfer (Radsportler)

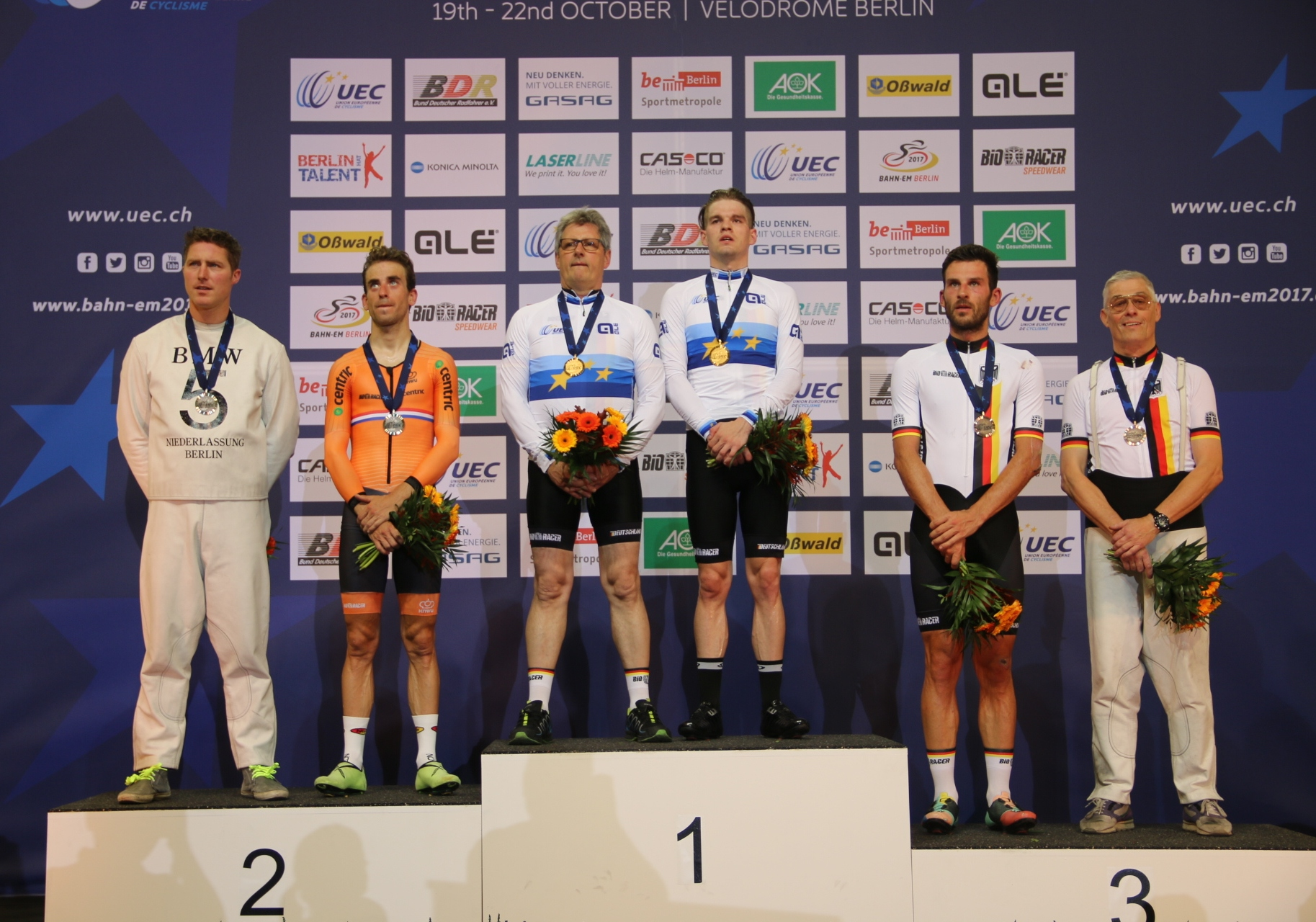
Podium der Steher bei der EM in Berlin 2017: Stefan Schäfer (2.v.r.) mit Peter Bäuerlein (r.)

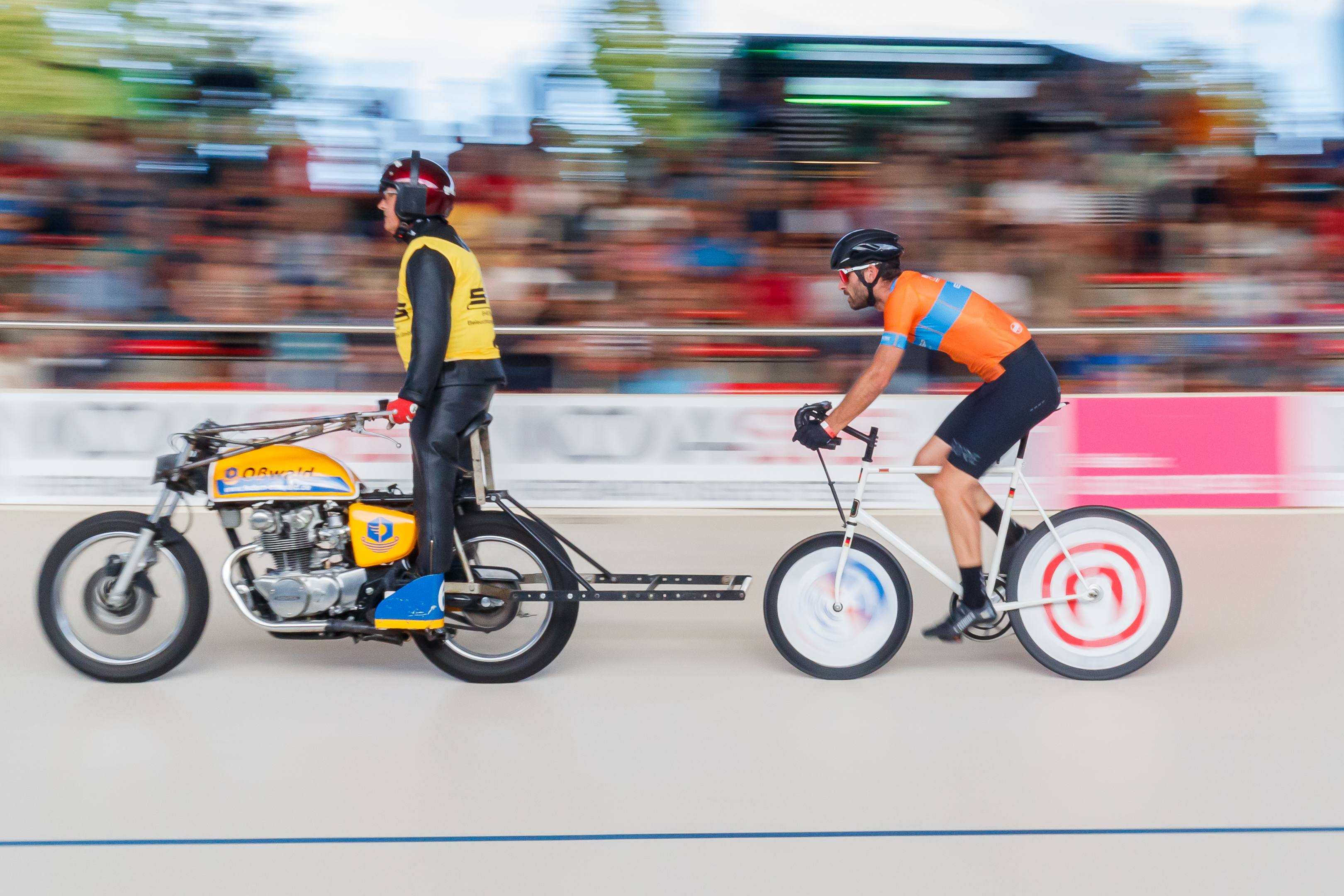
Schäfer hinter Schrittmacher Gerd Gessler beim „Goldenen Rad der Stadt Erfurt“ (2022)

Stefan Schäfer (* 6. Januar 1986 in Forst) ist ein deutscher Radrennfahrer.

## Sportliche Laufbahn
Bei den Bahn-Juniorenweltmeisterschaften 2004 in Los Angeles gewann Schäfer zusammen mit Patrick Gretsch, Sascha Damrow und Matthias Hahn die Silbermedaille in der Mannschaftsverfolgung. Im selben Jahr gewann er auf der Straße sowohl bei der Straßenweltmeisterschaften, als auch bei den Deutschen Meisterschaften Bronze im Einzelzeitfahren der Junioren, außerdem wurde er deutscher Vizemeister im Straßenrennen.
2005 wurde er auch in der U 23-Klasse Dritter der Deutschen Zeitfahrmeisterschaft, des Weiteren erreichte er einen zweiten Gesamtrang in der Rad-Bundesliga hinter Paul Martens. Auch in den folgenden Jahren konnte Schäfer in der U 23 seine Serie an guten Ergebnissen bei Zeitfahrmeisterschaften fortsetzen. 2006 erreichte er bei den Deutschen Meisterschaften den vierten Rang, 2007 Platz drei. Bei den Straßen-Radweltmeisterschaften 2006 in Salzburg wurde er Sechster in seiner Spezialdisziplin.
Im Elitebereich gewann Schäfer auf der Straße Etappen verschiedener internationaler Etappenrennen und 2011 die Gesamtwertung der Griechenland-Rundfahrt. Auf der Bahn gewann er mehrere nationale Meistertitel: 2009, 2010, 2011 und 2013 in der Mannschaftsverfolgung, 2010 und 2013 in der Einerverfolgung.
Nachdem er in Forst in den Jahren 2013 und 2014 bereits zwei Steherrennen gefahren hatte, beschloss Schäfer im Sommer 2014, sich konsequent dieser Ausdauerdisziplin zu widmen. Den Sommerpreis der Steher am 12. Juli 2014 in Heidenau bestritt er zum ersten Mal mit dem Nürnberger Schrittmacher Peter Bäuerlein. Vier Wochen danach siegten sie in Leipzig in ihrem zweiten gemeinsamen Rennen überraschend aber auch deutlich bei der Deutschen Stehermeisterschaft 2014. Ende August 2014 belegten Schäfer/Bäuerlein in Forst den zweiten Platz bei der UEC-Europameisterschaft der Steher 2014. In den Jahren 2015 und 2016 konnten Schäfer und Bäuerlein den nationalen Steher-Titel erfolgreich in Leipzig und Forst verteidigen. 2015 gewannen sie zusammen auch die Deutsche Dernymeisterschaft in Nürnberg. Am 18. Oktober 2016 wurden Schäfer/Bäuerlein in Saint-Quentin-en-Yvelines Europameister der Steher.
2017 errangen Stefan Schäfer und der Schrittmacher Peter Bäuerlein auf der Radrennbahn Reichelsdorfer Keller in Nürnberg zum vierten Mal in Folge gemeinsam den deutschen Meistertitel im Steherrennen. Bei den Bahneuropameisterschaften in Berlin belegten Schäfer und Bäuerlein Rang drei.

## Engagement
2017 gründete Stefan Schäfer gemeinsam mit Nico Heßlich in Cottbus den Verein Windschatten Lausitz, der Jedermann-Radtouren organisiert.

## Erfolge

### Bahn
2003
- Junioren-Weltmeisterschaft – Mannschaftsverfolgung (mit Frank Schulz, Sascha Damrow und Christian Kux)

2004
- Junioren-Weltmeisterschaft – Mannschaftsverfolgung (mit Matthias Hahn, Patrick Gretsch und Sascha Damrow)

2009
- Deutscher Meister – Mannschaftsverfolgung (mit Robert Bartko, Johannes Kahra und Roger Kluge)

2010
- Deutscher Meister – Einerverfolgung
- Deutscher Meister – Mannschaftsverfolgung (mit Robert Bartko, Henning Bommel und Johannes Kahra)

2011
- Deutscher Meister – Mannschaftsverfolgung (mit Henning Bommel, Nikias Arndt und Franz Schiewer)

2013
- Deutscher Meister – Mannschaftsverfolgung (mit Roger Kluge, Felix Donath und Franz Schiewer)
- Deutscher Meister – Einerverfolgung

2014
- Deutscher Meister – Steherrennen (hinter Peter Bäuerlein)
- Europameisterschaft – Steherrennen

2015
- Deutscher Meister – 2er-Mannschaftsrennen mit Christian Grasmann
- Deutscher Meister – Steherrennen (hinter Peter Bäuerlein)
- Deutscher Meister – Dernyrennen (hinter Peter Bäuerlein)

2016
- Europameister – Steherrennen (hinter Peter Bäuerlein)
- Deutscher Meister – Steherrennen (hinter Peter Bäuerlein)

2017
- Europameisterschaft – Steherrennen (hinter Peter Bäuerlein)
- Deutscher Meister – Steherrennen (hinter Peter Bäuerlein)

### Straße
2008
- eine Etappe Thüringen-Rundfahrt

2009
- Memoriał Henryka Łasaka

2010
- eine Etappe Serbien-Rundfahrt
- eine Etappe Tour of Bulgaria

2011
- eine Etappe Cinturón Ciclista a Mallorca
- Gesamtwertung und zwei Etappen Griechenland-Rundfahrt

2014
- eine Etappe Istrian Spring Trophy